# 尼克·耶茨
尼可拉斯·「尼克」·耶茨（英語：Nicholas "Nick" Yates，1962年—），是一名已退役英格蘭男子羽球運動員。
尼克·耶茨在1979年匈牙利羽球國際賽贏得男子單打及男子雙打冠軍。同年，他還在歐洲青少年羽球錦標賽中獲得金牌和銀牌。1981年，他贏得了蘇格蘭羽球公開賽、加拿大羽球公開賽和荷蘭羽球公開賽的男子單打冠軍。一年後，他在歐洲錦標賽代表英格蘭隊贏得團體金牌，同時也獲得男子單打銅牌。1985年，他贏得德國羽球公開賽男子單打冠軍。1988年，他贏得日本羽球公開賽男子單打冠軍。